# Joliet (Illinois)
Joliet es una ciudad ubicada en el condado de Will y en el condado de Kendall en el estado estadounidense de Illinois. En el Censo de 2020 tenía una población de 150 362 habitantes y una densidad poblacional de 892.02 personas por km².

## Geografía
Según la Oficina del Censo de los Estados Unidos, Joliet tiene una superficie total de 162.58 km², de la cual 160.87 km² corresponden a tierra firme y (1.05%) 1.7 km² es agua.

## Demografía
Según el censo de 2010, había 147 433 personas residiendo en Joliet. La densidad de población era de 906.84 hab./km². De los 147 433 habitantes, Joliet estaba compuesto por el 67.48% blancos, el 15.98% eran afroamericanos, el 0.32% eran amerindios, el 1.93% eran asiáticos, el 0.02% eran isleños del Pacífico, el 11.32% eran de otras razas y el 2.95% pertenecían a dos o más razas. Del total de la población el 27.84% eran hispanos o latinos de cualquier raza.

## Historia
En 1833, después de la guerra de Black Hawk, Charles Reed construyó una caseta a lo largo del lado oeste del río Des Plaines. A través del río en 1834, James B. Campbell, tesorero de la comisión del canal, trazó la villa de "Juliet", un nombre que colonos locales habían usado de manera no oficial. Justo antes de la depresión de 1837, Juliet fue incorporada como una villa, pero con la finalidad de recortar gastos fiscales, los residentes de Juliet pronto peticionaron al Estado rescindir de dicha incorporación. En 1845, residentes locales cambiaron el nombre de la comunidad de "Juliet" a "Joliet". Joliet fue incorporada como ciudad en 1852. El origen del nombre fue con mayor probabilidad una desviación del nombre original en honor del explorador Franco-Canadiense Louis Jolliet quien en 1673, junto con el sacerdote  Jacques Marquette, navegaron a remo el río Des Plaines y acamparon a unos kilómetros del actual Joliet.
Mapas de la exploración de Jolliet en el área colocaron una gran colina o monte en lo que es hoy la esquina suroeste de la ciudad. La colina fue llamada Monte Jolliet y estaba hecho enteramente de barro. Más tarde el lugar fue minado por pobladores del lugar y hoy es una depresión. La depresión fue establecida pronto después y fue conocida con el nombre de Rockdale.

## Economía
Como muchas ciudades en la región dependientes de la industria manufacturera, Joliet ha experimentado problemas económicos en el pasado, con la tasa de desempleo llegando hasta 25% a principios de la década de 1980. La proximidad de Joliet al área metropolitana de Chicago ha sido fundamental en mejorar la economía local; y ha contribuido a la transición de Joliet de una ciudad acerera a una de trabajadores suburbanos. Así, la mayoría de los nuevos inmigrantes  viviendo en Joliet eligen trabajar los vecinos condados de Cook y Dupage, y el área del centro de Joliet, una vez desolado ha visto una total revitalización. Las principales atracciones en el gobierno de la ciudad son un hotel y casino, el estadio "Silvercross" de béisbol, casa de los "Jackhammers"; y el Teatro Rialto, llamado "la joya de Joliet", el cual ha sido considerado uno de los 10 teatros más bellos del mundo.

## Monumentos y otras atracciones
Joliet cuenta con un museo histórico del área y el centro de visitantes de la ruta 66, así como con los autódromos "Chicagoland" y "Route 66". La famosa Prisión de Joliet (ya fuera de operación) que fuera uno de los más importantes centros penitenciarios en Illinois por más de un siglo está cerca del centro en la calle Collins y ha sido mencionada y utilizada en novelas, canciones, poesía, cine y televisión.
Localizado en la esquina de las calles Chicago y Clinton, se encuentra el histórico edificio del Auditorio. Diseñado por G. Julian Barnes y construido de piedra caliza en 1891, fue en su momento controversial por combinar usos religiosos, cívicos y comerciales.

## Deporte
Uno de los sobrenombres dados a Joliet ha sido la "Ciudad de los Campeones". Dado los numerosos títulos estatales y nacionales obtenidos por la preparatoria Joliet Township High School and la banda escolar a través de varias décadas. Además, Joliet es casa de tres preparatorias que llevan su nombre: Joliet Central High School,Joliet West High School,y la Academia Católica de Joliet (JCA por sus siglas en inglés), cada una de la cual tiene diversos programas atléticos. JCA ha tenido grandes equipos en fútbol americano y ganado más títulos estatales que ningún otro en Illinois con 15 hasta el año 2020.
Joliet también hospeda el equipo de Ligas Menores "Joliet Slammers"  desde la temporada 2011 en el campo Silver Cross así como de los autódromos Chicagoland Speedway y Route 66 raceway, que cada año organizan carreras profesionales transmitidas por televisión a grandes audiencias nacionales e internacionales.

## Educación

### Colegios y universidades
- Joliet Junior College El primero Colegio Comunitario del país.
- University of St. Francis es una universidad católica en Joliet

### Escuelas preparatorias
El Joliet Township High School District 204 gestiona escuelas preparatorias (high schools) públicas de Joliet y sirve la mayoría de la ciudad.
- Joliet Central High School
- Joliet West High School

Escuelas privadas:
- Joliet Catholic Academy

### Escuelas primarias y medias
Las Escuelas Públicas de Joliet Distrito 86 gestiona escuelas primarias y medias públicas de Joliet y sirve la mayoría de la ciudad.

## Infraestructura

### Límites de la ciudad
Los límites actuales de Joliet alcanzan lo siguiente:
- Al norte: Renwick Road
- Al sur: Noel Road
- Al este: Higinbotham Woods
- Al oeste: Grove Road

### Transporte
Situado a unos 65 km al suroeste de Chicago, el centro, Joliet ha sido un importante eje de transporte. Se encuentra a ambos lados del río Des Plaines, un canal importante en el norte de Illinois, y fue uno de los principales puertos en el Canal de Illinois y Míchigan. La línea de ferrocarril "Elgin, Joliet, y del Este"(EJ & E) llegó en la década de 1850, y la línea de Santa Fe les siguió pronto. La histórica Ruta 66, las federales 30, 45, y 52 corrieron por la ciudad. En la década de 1960, la Interestatal 55 y la Interestatal 80 se abrieron paso a través de Joliet, vinculando cerca de Channahon justo al oeste de los límites de la ciudad.  Unión Joliet Station es la última parada de las líneas de tren Metra de Chicago para las rutas del Corredor del Patrimonio de Chicago Union Station y la ruta de Rock Island de LaSalle Street Station. 
PACE ofrece servicio de autobús local seis días a la semana (no hay servicio los domingos), con autobuses que salen de un terminal en el centro de Joliet una vez por hora